# Johann Dietenberger

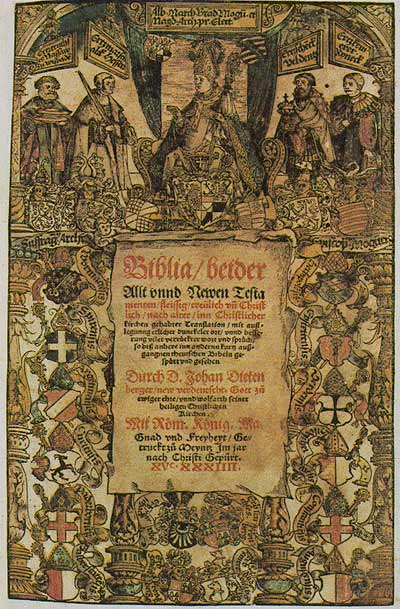
Biblia beider Allt vnnd Newen Testamenten, 1534

Johann Dietenberger OP (* um 1475 in Frankfurt am Main; † 4. September 1537 in Mainz) war ein Prior der Dominikaner, Theologe und Bibelübersetzer.

## Leben
Dietenberger wurde als Sohn eines Küfers geboren. Er trat vor 1500 in den Dominikanerorden ein und war dort als Seelsorger und Lektor der Theologie tätig. 1510 wurde Dietenberger Prior des Dominikanerklosters in Frankfurt. Ab 1511 studierte er in Köln und Heidelberg Theologie und promovierte 1514 an der Universität Mainz zunächst zum Lic. theol. und 1515 zum Doktor der Theologie. 1516 und 1517 war er erneut Prior in Frankfurt. Hieran schloss sich eine Tätigkeit als Regens und Dozent der Theologie im Kloster in Trier an. 1519 wurde er Prior in Koblenz, 1520–26 erneut in Frankfurt und ab 1527 wieder in Koblenz. Im Rahmen des Reichstags zu Augsburg 1530 wurde er beauftragt, die von katholischer Seite gegen die Confessio Augustana gerichtete Schrift (Confutatio Augustana) mitzuverfassen. 1532 wurde er als Professor an die Universität Mainz berufen.
Dietenberger starb etwa 60-jährig und wurde im Chor der Mainzer Dominikanerkirche beigesetzt.

## Werke
Dietenberger verfasste zahlreiche, vor allem polemische und aszetische Schriften. Nennenswert sind hiervon die 1534 in Mainz erschienene deutsche Bibelübersetzung Dietenberger-Bibel (eine Korrekturbibel) sowie ein deutscher Katechismus von 1537.
- Biblia / beider // Allt vnnd Newen Testa//menten / fleiſſig / treülich vñ Chriſt//lich / nach alter / inn Chriſtlicher // kirchen gehabter Tranſlation / mit auß-//legunng etlicher dunckeler ort / vnnd beſſe-//rung viler verrueckter wort vnd ſpruech / // ſo biß anhere jnn andernn kurz auß-//gangnen theutſchen Bibeln ge-//ſpuert vnd geſehen // Durch D. Johan Dieten//berger / new verdeutſcht. Gott zuo // ewiger ehre / vnnd wolfarth ſeiner // heiligen Chriſtlichen // Kirchen. // Mit Roem. Koenig. Ma. // Gnad vnd Freyheyt / Ge-//truckt zuo Meyntz Jm jar // nach Chriſti Gepuort. // XVc.XXXIIII. (VD 16 B 2693), Digitalisat (Exemplar München BSB, Sign. Res/2 B.g.cath. 6 – mit falsch katalogisiertem Druckort).
- Als Herausgeber: Das gantz neü testament / Übersetzt von Hieronymus Emser – Köln : Quentel / Tübingen : Morhart, 1532. Digitalisierte Ausgabe der Universitäts- und Landesbibliothek Düsseldorf.